# Ángel Ruiz (compositor)
Ángel Ruiz fue un compositor español activo en la segunda mitad del siglo XIX.
Era hijo del también compositor Leandro Ruiz y hermano del actor, cantante, libretista y compositor Julio Ruiz, el más célebre de los miembros de la familia. A pesar de que apenas se dispone de información sobre él su catálogo compositivo es abundante.
Sus creaciones están circunscritas a la zarzuela producida en el sistema de explotación del teatro por horas. Entre ellas figuran títulos como:
- 1877, ¡Ladrones!
- El globo cautivo
- 1892, La comedia de Alberique
- 1892, El náufrago del vapor "María"
- 1892, El sueño de anoche
- 1892 A vuela pluma
- 1892, El alcalde de Villapeneque
- 1893, La danza macabra
- 1893, El regreso del cacique
- 1897, Fray Julio Ruiz